# Coronel Murta
Coronel Murta é um município brasileiro do estado de Minas Gerais. De acordo com o censo realizado em 2022 sua população era 8 200 habitantes. 

## História
- Fundação: 12 de dezembro de 1953 (71 anos)

A história de Coronel Murta é repleta de fatos contados de geração para geração, envolvendo desde a atuação dos índios tocoiós, a família Murta, o chamado 'grupo baiano' e os garimpeiros, até elementos bastante pitorescos.
O arraial Boa Vista do Jequitinhonha foi fundado, por volta de 1908, pelo Coronel Inácio Carlos Moreira Murta.
Em 1948, foi elevado a distrito com o nome de Itaporé que na linguagem indígena significa Cachoeira da Pedra. Em 1953, Itaporé torna-se município tendo-se desmembrado de Virgem da Lapa passando a chamar-se Coronel Murta, em homenagem ao seu fundador. Atualmente é marcada por muitos conflitos principalmente políticos, como por exemplo a enigmática morte do ex prefeito Inácio Carlos Moura Murta (neto do fundador).

## Administração Atual
- Prefeita: José Ailton Freire Jardim
- Vice-Prefeito: Francisco Eletancio Freire Murta

## Geografia
Faz parte da Mesorregião do Jequitinhonha e da Microrregião de Araçuaí. 
Tem uma altitude de 322m e sua área é de 813,853 km². Está situado às margens do rio Jequitinhonha.

### Bairros
- Acarí
- Boa Vista
- Centro
- Itaporé
- José Caires
- Maria da Glória (Mutirão)
- Palmeiras (Morro do Querosene)

### Hidrografia
- Rio Jequitinhonha
- Rio Salinas
- Ribeirão Santo Antônio

### Rodovias
- BR-342
- MG-114

### Distritos
- Freire Cardoso (Ouro Fino)
- Barra do Salinas

## Clima
A cidade possui predominante clima Semiárido, caracterizado pela baixa umidade relativa do ar e pouco volume pluviométrico.

## Vegetação
A vegetação do Município é  formada em maior parte pela Caatinga principalmente nas partes baixas, e também próximas as margens do Rio Jequitinhonha e também em locais afastados  na maior parte do município. O Cerrado também faz parte da vegetação de Coronel Murta no alto das chapadas que rodeiam a cidade .